# Tituly a vyznamenání Frederika IX.

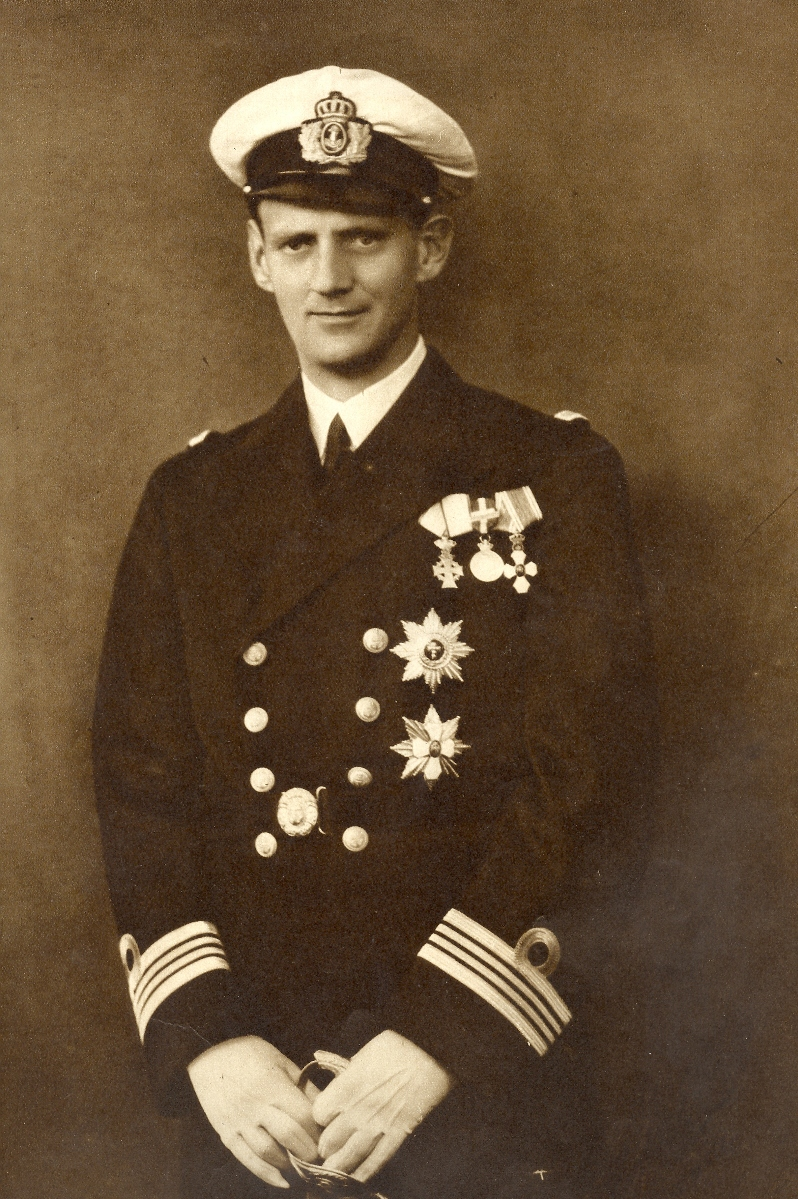
Korunní princ Frederik v uniformě zdobené vyznamenáními, 1935

Královský monogram Frederika IX.

Dánský král Frederik IX., celým jménem Christian Frederik Franz Michael Carl Valdemar Georg, během svého života obdržel řadu dánských i zahraničních titulů a vyznamenání. Během své vlády byl také velmistrem dánských řádů.

## Tituly
- 11. března 1899 – 14. května 1912: Jeho královská Výsost princ Frederik Dánský
- 14. května 1912 – 1. prosince 1918: Jeho královská Výsost korunní princ dánský
- 1. prosince 1918 – 17. června 1944: Jeho královská Výsost korunní princ dánský a islandský
- 17. června 1944 – 20. dubna 1947: Jeho královská Výsost korunní princ dánský
- 20. dubna 1947 – 14. ledna 1972: Jeho Veličenstvo dánský král

Oficiální plný titul Frederika IX. zněl Z Boží milosti král dánska, Venders a Gothers, vévoda šlesvický, holštýnský, stormarnský, ditmarskenský, lauenborský a oldenburský (dánsky: Af Guds Nåde Konge til Danmark, de Venders og Gothers, Hertug til Slesvig, Holsten, Stormarn, Ditmarsken, Lauenborg og Oldenborg)

## Vyznamenání

### Dánská vyznamenání
- rytíř Řádu slona – 14. května 1912
- Čestný kříž Řádu Dannebrog – 11. března 1917[4]
- velkokomtur Řádu Dannebrog – 3. února 1936
- Pamětní medaile 100. výročí narození krále Kristiána IX. – 1918
- Pamětní medaile 100. výročí narození krále Frederika VIII. – 1943

### Zahraniční vyznamenání
- Belgie
  -  velkostuha Řádu Leopolda[5]
- Československo
  -  Řád Bílého lva I. třídy, civilní skupina – 22. května 1935[6]
- Dominikánská republika
  -  velkokříž se zlatou hvězdou Záslužného řádu Juana Pabla Duarta
- Etiopské císařství
  -  velkostuha Řádu Šalomounovy pečeti
- Finsko
  -  velkokříž s řetězem Řádu bílé růže – 1926[7]
  -  Pamětní medaile za válku za nezávislost
  -  Pamětní medaile na válku 1939–1940
- Francie
  -  velkokříž Řádu čestné legie
- Island
  -  velkokříž Řádu islandského sokola – 1921
- Írán
  -  řetěz Řádu Pahlaví[8]
  -  Pamětní medaile 2500. výročí Perské říše[8]
- Itálie
  -  velkokříž s řetězem Řádu zásluh o Italskou republiku – 20. dubna 1964[9]
- Italské království
  -  rytíř Řádu zvěstování – 1917
- Japonsko
  -  velkostuha s řetězem Řádu chryzantémy
- Meklenbursko
  -  velkokříž se zlatou korunou Domácího řádu vendické koruny
- Nizozemsko
  -  velkokříž Řádu nizozemského lva
- Norsko
  -  velkokříž s řetězem Řádu svatého Olafa
- Peru
  -  velkokříž s diamanty Řádu peruánského slunce
- Pruské království
  -  rytíř Řádu černé orlice
  -  velkokříž Řádu červené orlice
- Rakousko
  -  velkohvězda Čestného odznaku za zásluhy o Rakouskou republiku – 1962[10]
- Ruské impérium
  -  rytíř Řádu svatého Ondřeje
  -  rytíř Řádu svatého Alexandra Něvského
  -  rytíř Řádu bílého orla
  -  rytíř I. třídy Řádu svaté Anny
  -  rytíř I. třídy Řádu svatého Stanislava
- Řecko
  -  velkokříž Řádu Spasitele
  -  velkokříž Řádu Jiřího I.
  -  velkostuha Řádu svatých Jiřího a Konstantina
- Spojené království
  -  910. rytíř Podvazkového řádu – 8. května 1951[11]
  -  čestný rytíř velkokříže Královského Viktoriina řádu
  -  Nejctihodnější řád sv. Jana Jeruzalémského[12]
  -  Královský Viktoriin řetěz – 1957
  -  Korunovační medaile Jiřího VI.
- Švédsko
  -  rytíř Řádu Serafínů – 11. března 1917[13]
  - Pamětní medaile krále Gustava V.[4]
- Thajsko
  -  rytíř Řádu Mahá Čakrí – 29. února 1917[14]
  -  velkostuha Řádu Chula Chom Klao
- Vatikán
  -  Řád zlaté ostruhy – 1964